# Prionospio andamanensis
Prionospio andamanensis är en ringmaskart som beskrevs av Hylleberg och Nateewathana 1991. Prionospio andamanensis ingår i släktet Prionospio och familjen Spionidae. Inga underarter finns listade i Catalogue of Life.